# Berceau
Pour les articles ayant des titres homophones, voir Berçot et Bersot.
Pour les articles homonymes, voir Berceau (homonymie).

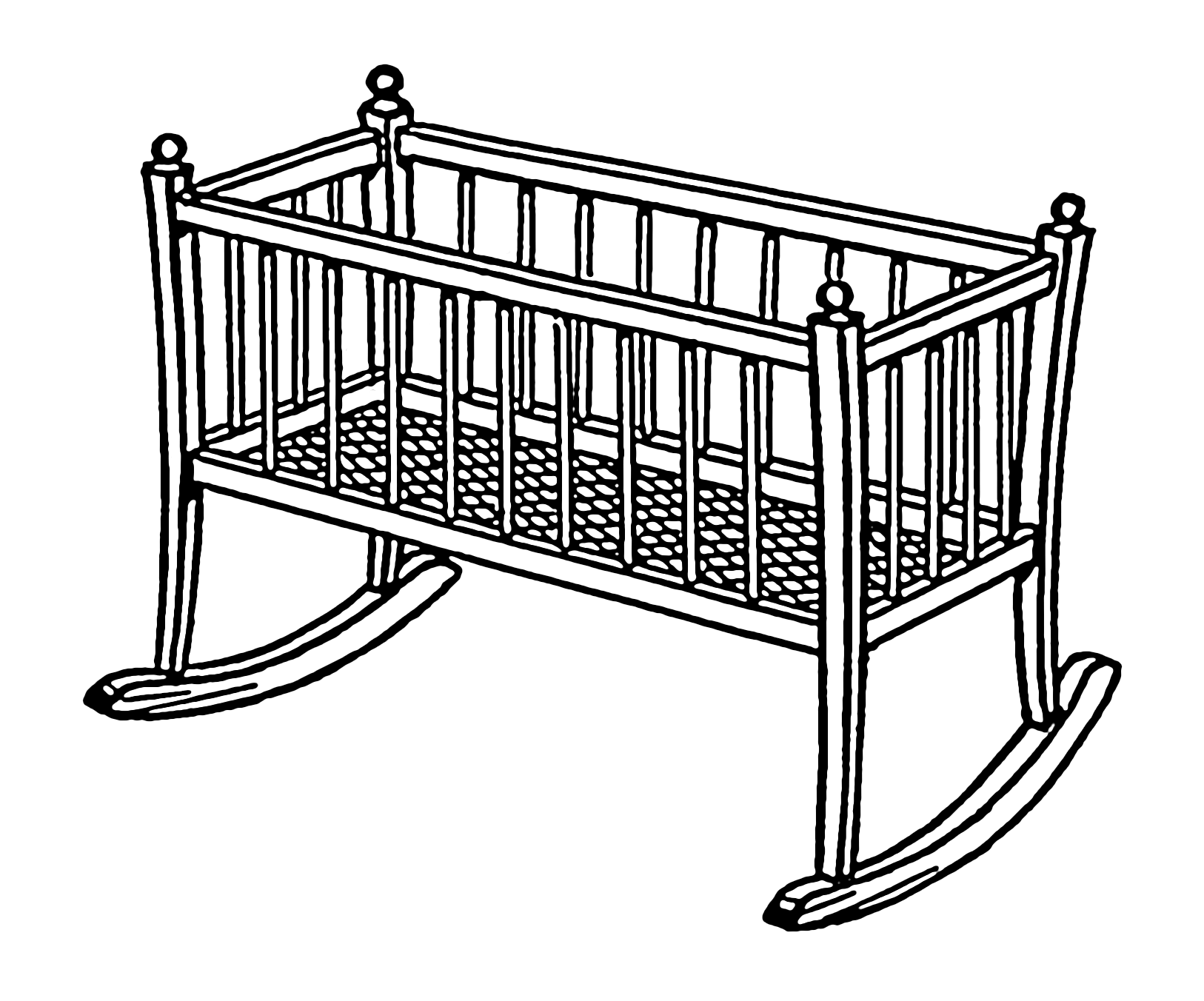
Berceau à bascule

Un berceau est le lit d'enfant particulier dans lequel dorment les nourrissons et les petits enfants jusque deux à trois ans, ou plus s'il est de grande taille. 

## Utilisation
Il peut avoir différentes formes et être fait de différentes matières, mais est toujours conçu pour empêcher la chute ou la sortie de l'enfant. Ce bord haut a donné le nom au meuble entier (latin bercium = ber servant à supporter les bateaux en construction). Une caractéristique moins fréquente est de pouvoir être incliné d'avant en arrière et/ou de droite à gauche, soit par la courbure du support, soit par sa suspension. 
Le fait de balancer le berceau est appelé bercer et les chansons très souvent traditionnelles qui accompagnent cette opération destinée à faciliter l'arrivée du sommeil chez l'enfant sont dénommées les berceuses.
Le quatrième tome du Journal des connaissances utiles consacre en 1896 trois pages et cinq illustrations à différents berceaux en France ainsi qu'à certains moyens de laisser un poupon sans surveillance. 
Au Québec, ce meuble est plus connu sous le terme bassinette, même si son usage est parfois critiqué.

## Sécurité
Le berceau est un meuble particulier car il relève d'un texte réglementaire, le décret 91-1292 sur les articles de puériculture. Aucun fabricant ne peut mettre sur le marché un berceau sans s'assurer de la conformité de son meuble à ce texte.

## Galerie

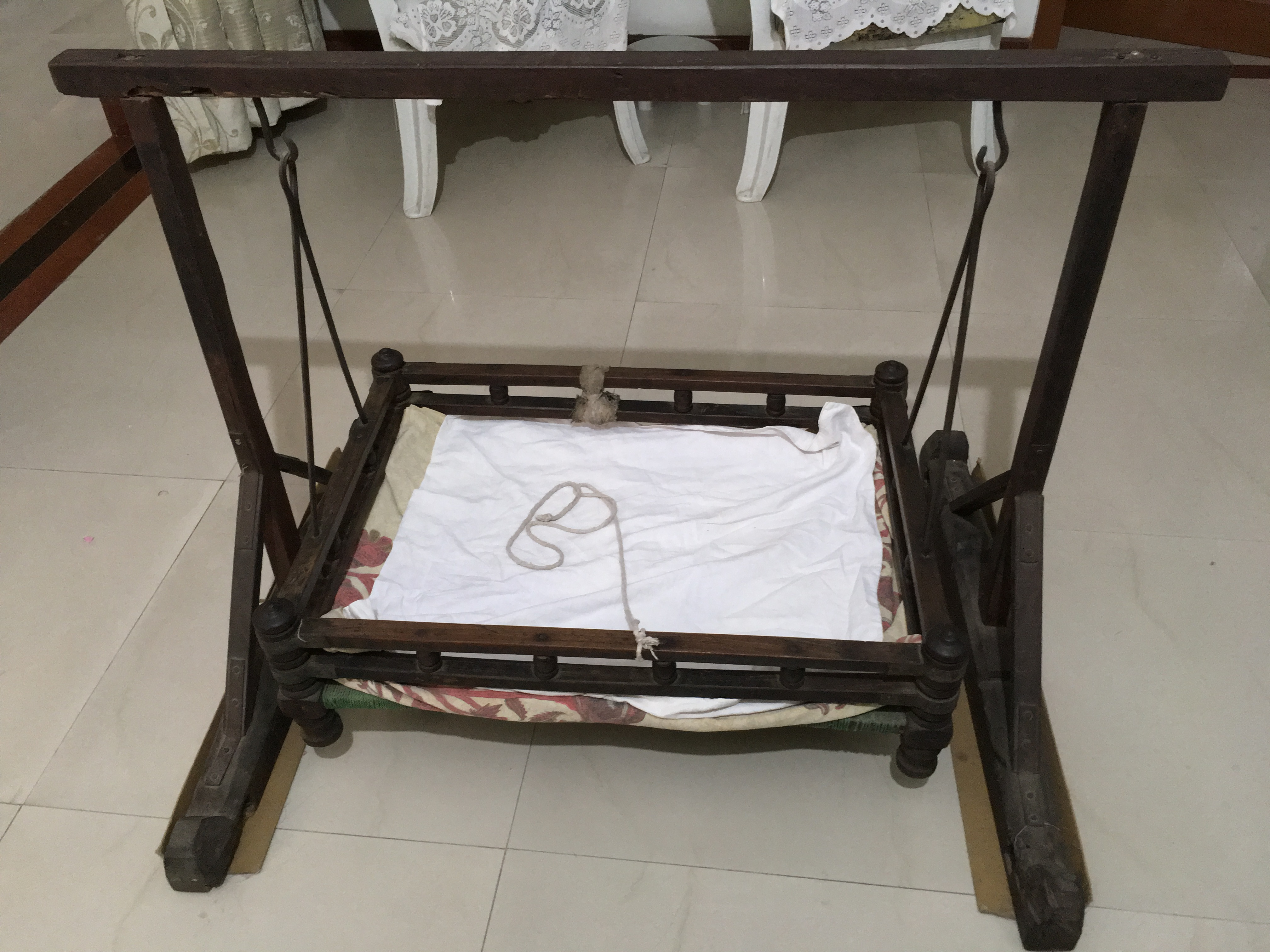
Un berceau en bois d'Inde
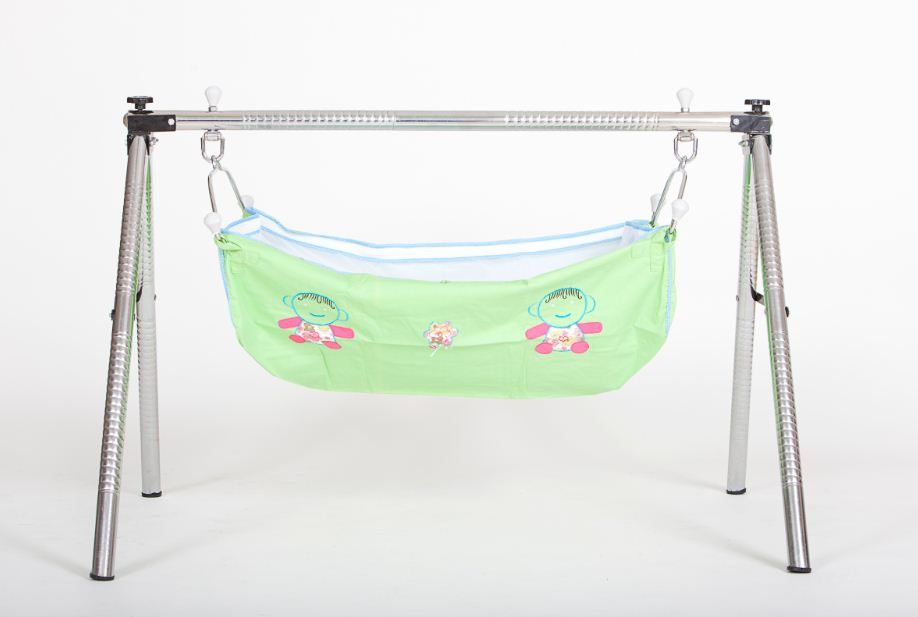
Le ghodiyu, berceau suspendu indien
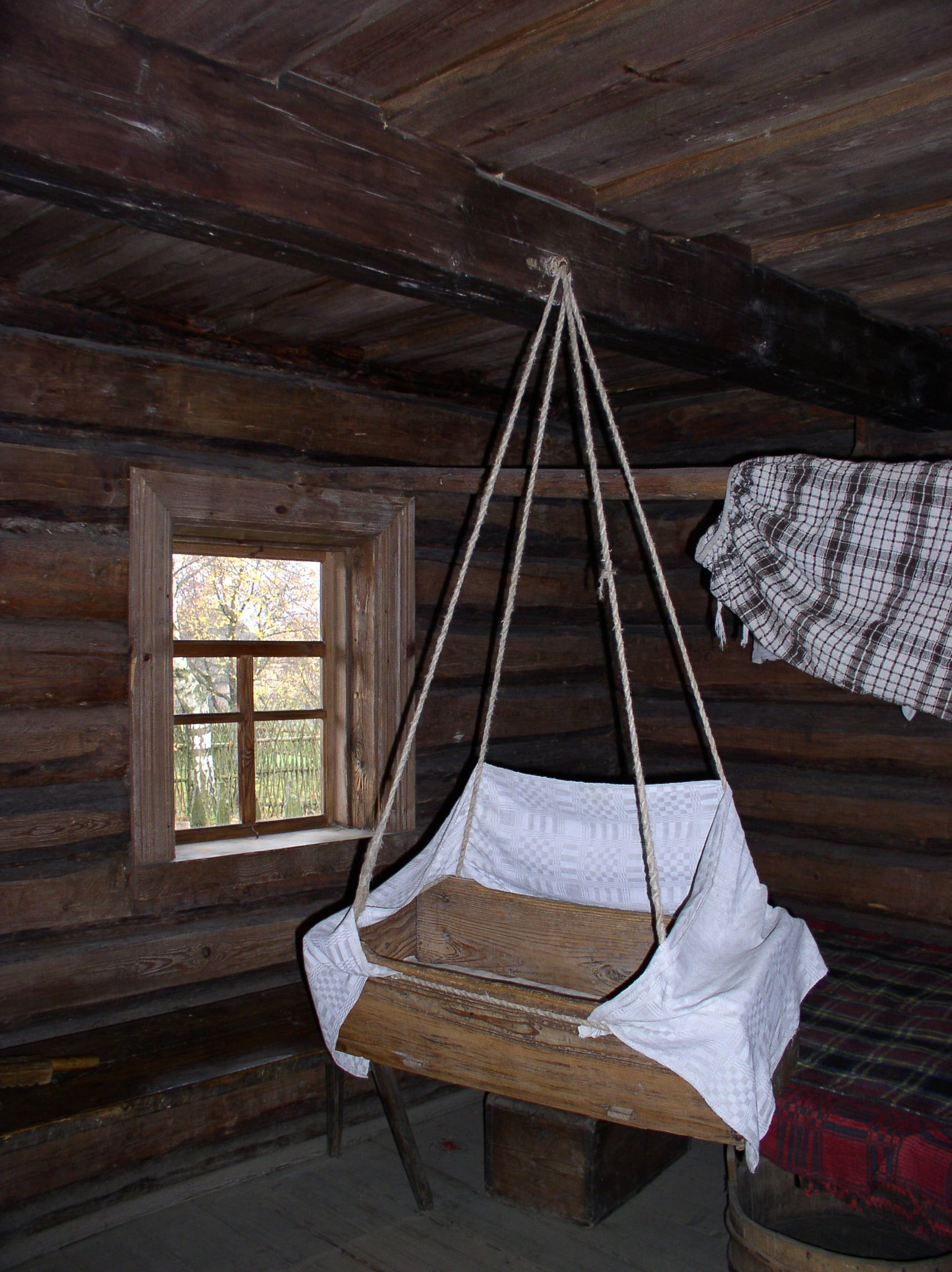
Berceau suspendu biélorusse. Isierna
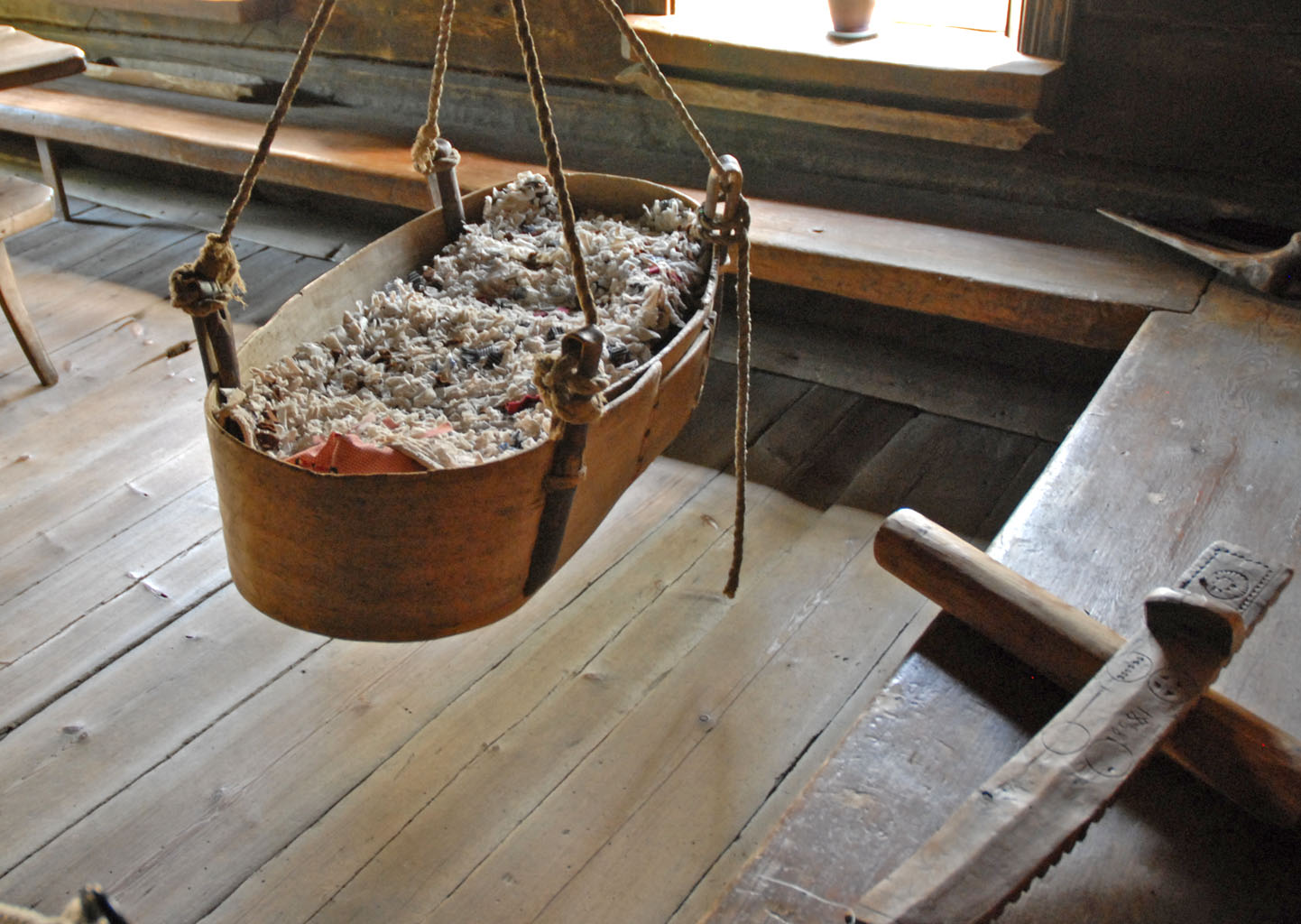
Berceau suspendu originaire de Carélie. Musée de plein air de Seurasaari.
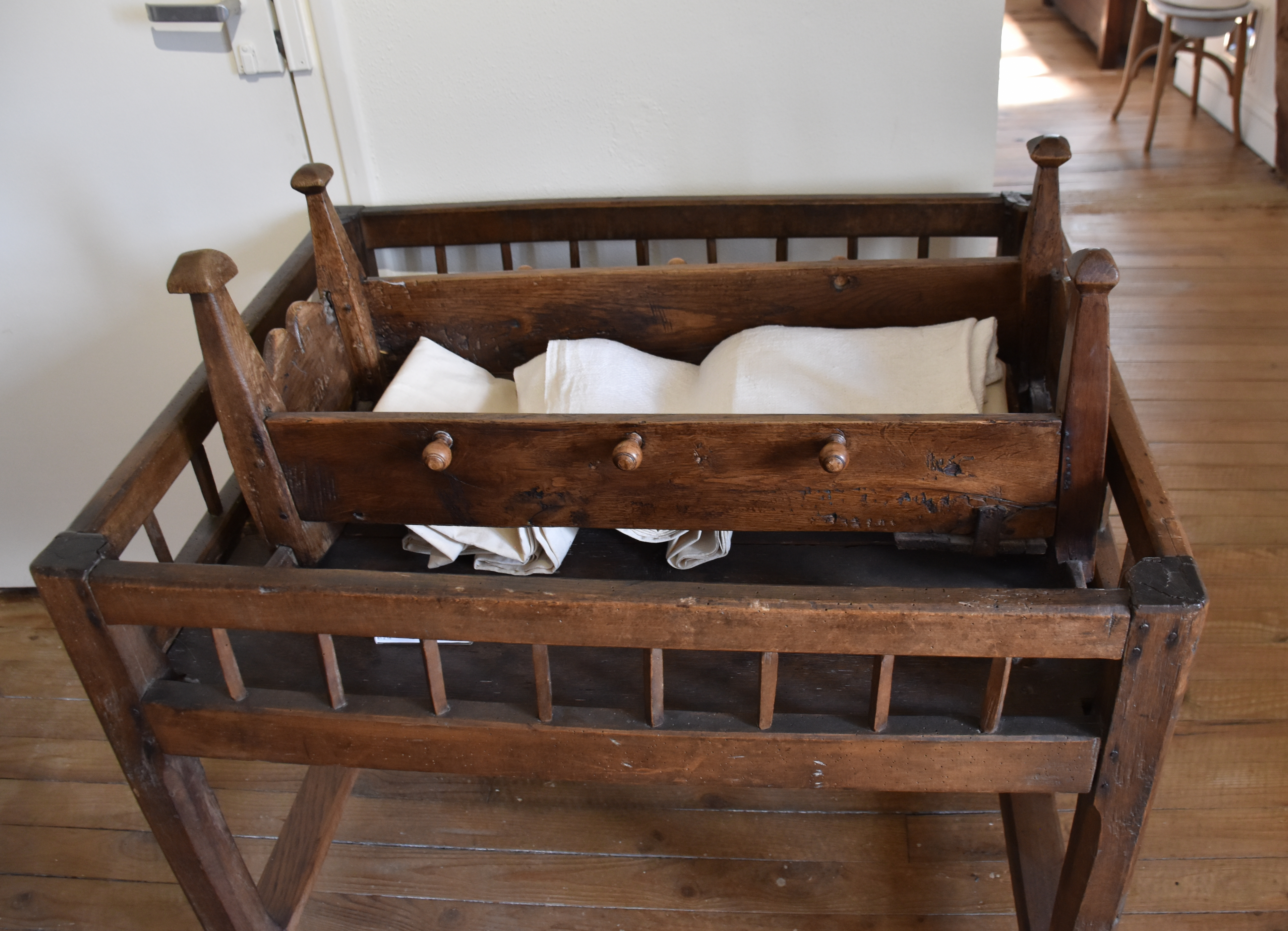
Berceau à bascule (XIXè) Musée du pays d'Ussel